# Лапинский, Яков Наумович
Яков Наумович Лапинский (7 января 1928, Умань — 30 января 2020, Дармштадт) — украинский советский композитор.Заслуженный деятель искусств Украинской ССР (1991).  

## Биография
Окончил Киевскую консерваторию (1955). Заслуженный деятель искусств Украинской ССР (1991).
С 1997 года жил в Германии.

## Сочинения
- Сталинградская битва (поэма, 1955)
- Украинский танок (1958)
- Фантазия на русские народные темы (1958)
- Праздник (1959)
- Антарктида (сюита, 1962)
- Днипро (поэма, 1963)
- В космос! (1964)
- В моём сердце весна (1964)
- Украинские акварели (сюита, 1964)
- Увертюра (1965)
- Искристая увертюра (1967)
- Современнику (симфония, 1972)
- Повенчанные солнцем (1972)
- Свершения (поэма, 1976)

## Фильмография
- 1962 — Спутница королевы (мультипликационный фильм)
- 1963 — Непоседа, Мякиш и Нетак (мультипликационный фильм)
- 1967 — Туманность Андромеды. Пленники Железной Звезды[2]
- 1968 — Димка-велогонщик
- 1969 … Фронт за околицей (короткометражный фильм)
- 1972 — Вокруг света поневоле (мультипликационный фильм)
- 1973 — Человек и слово (мультипликационный фильм)
- 1973 — Каждый вечер после работы
- 1975 — Осторожно — нервы! (мультипликационный фильм)
- 1977 — Приключения кузнеца Вакулы (мультипликационный фильм)
- 1977 — Сказка про Ивана, пана и злыдней (мультипликационный фильм)
- 1977 — За пять секунд до катастрофы
- 1979 — Лень (мультипликационный фильм)
- 1979 — Рокировка (мультипликационный фильм)
- 1980 — Секрет приворотного зелья (мультипликационный фильм)
- 1981 — Женщины шутят всерьёз
- 1981 — И сестра их Лыбедь (мультипликационный фильм)
- 1981 — Несчастливая звезда (мультипликационный фильм)
- 1983 — Жили-были мысли… (мультипликационный фильм)
- 1983 — Миколино богатство (мультипликационный фильм)
- 1984 — Джордано Бруно (мультипликационный фильм)
- 1985 — Чумацкий шлях (мультипликационный фильм)
- 1986 — Золотой гвоздь (мультипликационный фильм)
- 1989 — Непослушная мама (мультипликационный фильм)